# Aurizona
Aurizona é um distrito do município brasileiro de Godofredo Viana, no litoral ocidental do estado do Maranhão.
Godofredo Viana foi elevado à categoria de município pela lei estadual nº 2374, de 09-06-1964, desmembrado de Cândido Mendes e é constituído de dois distritos: Godofredo Viana e Aurizona.
Algumas outras localidades do distrito são Barão de Pirocaua, São José do Pirocaua, Guajara, Caju, Tatajuba, Loterio, Rio da Malva e Mucuna.

## Rompimento de barragem
Em 25 de março de 2021, uma das barragens da mineradora Equinox Gold se rompeu na comunidade de Aurizona, com os rejeitos contaminando o Rio Tromaí, a lagoa Juiz de Fora e o lago do Cachimbo, e deixando cerca de 1.500 pessoas sem acesso à água potável. O Ministério Público Federal propôs uma ação civil pública perante a Justiça Federal no Maranhão.